# Ljubomir Vranješ
Ljubomir Vranješ (srbsko Љубомир Врањеш, švedsko Ljubomir Vranjes), švedski rokometaš srbskega rodu, * 3. oktober 1973.
Leta 2000 je na poletnih olimpijskih igrah v Sydneyju v sestavi švedske reprezentance osvojil srebrno olimpijsko medaljo.
Od decembra 2019 do januarja 2022 je bil selektor slovenske moške rokometne reprezentance.